# Aculithus fabiformis
Espèce
Synonymes
- Otacilia bijiashanica Liu, Xu, Xiao, Yin & Peng, 2019

Aculithus fabiformis est une espèce d'araignées aranéomorphes de la famille des Phrurolithidae.

## Distribution
Cette espèce est endémique du Hunan en Chine,. Elle se rencontre dans le xian de Yizhang.

## Description
Le mâle holotype mesure 2,35 mm et la femelle paratype 2,60 mm.

## Systématique et taxinomie
Cette espèce a été décrite sous le protonyme Otacilia fabiformis par Liu, Xu, Xiao, Yin et Peng en 2019. Elle est placée dans le genre Aculithus par Liu, Li, Zhang, Ying, Meng, Fei, Li, Xiao et Xu en 2022.

## Publication originale
- Liu, Xu, Xiao, Yin & Peng, 2019 : « Six new species of Otacilia from southern China (Araneae: Phrurolithidae). » Zootaxa, no 4585(3), p. 438-458.